# یواس‌اس مارول (ای‌ام-۲۶۲)
یواس‌اس مارول (ای‌ام-۲۶۲) (به انگلیسی: USS Marvel (AM-262)) یک کشتی بود که طول آن ۱۸۴ فوت ۶ اینچ (۵۶٫۲۴ متر) بود. این کشتی در سال ۱۹۴۳ ساخته شد.